# Ульссон, Деннис (футболист, 1999)
Ким Деннис Ульссон (швед. Kim Dennis Olsson; род. 10 июня 1999) — шведский футболист, полузащитник клуба «Хельсингборг».

## Клубная карьера
Футболом начал заниматься с четырёх лет в клубе «Поарп» из его родного города. В десятилетнем возрасте перешёл в «Эскильминне». В её составе дебютировал во взрослом футболе 13 июня 2017 года в матче первого раунда кубка Швеции с «Ландскруной», появившись на поле в конце второго тайма. Провёл в клубе три с половиной сезона, за время которых принял участие в 63 матчах в различных турнирах и забил 9 мячей.
5 января 2021 года стал игроком «Хельсингборга», подписав с клубом контракт, рассчитанный на четыре года. Первую игру за новый клуб провёл 27 февраля в матче группового этапа кубка страны с «Далькурдом», заменив на 79-й минуте Вильхельма Лёпера. В Суперэттане принял участие в 18 матчах, в которых забил один мяч. В итоговой турнирной таблице «Хельсингборг» занял третью строчку и попал в стыковые матчи. В двухматчевом противостоянии в стыковых матчах клуб одержал победу над «Хальмстадом» и вышел в Алльсвенскан. 10 апреля 2022 года в матче первого тура с «Гётеборгом» дебютировал в чемпионате Швеции, выйдя на поле на 84-й минуте вместо Армина Гиговича..

## Клубная статистика
| Выступление      | Выступление      | Выступление      | Лига | Лига | Кубки | Кубки | Конт. кубки | Конт. кубки | Разное | Разное | Итого | Итого |
| Клуб             | Лига             | Сезон            | Игры | Голы | Игры  | Голы  | Игры        | Голы        | Игры   | Голы   | Игры  | Голы  |
| ---------------- | ---------------- | ---------------- | ---- | ---- | ----- | ----- | ----------- | ----------- | ------ | ------ | ----- | ----- |
| Эскильминне      | Дивизион 2       | 2017             | 3    | 0    | 1     | 0     | 0           | 0           | 0      | 0      | 4     | 0     |
| Эскильминне      | Дивизион 1       | 2018             | 15   | 2    | 2     | 0     | 0           | 0           | 0      | 0      | 17    | 2     |
| Эскильминне      | Дивизион 1       | 2019             | 11   | 1    | 0     | 0     | 0           | 0           | 0      | 0      | 11    | 1     |
| Эскильминне      | Дивизион 1       | 2020             | 29   | 6    | 2     | 0     | 0           | 0           | 0      | 0      | 31    | 6     |
| Эскильминне      | Итого            | Итого            | 58   | 9    | 5     | 0     | 0           | 0           | 0      | 0      | 63    | 9     |
| Хельсингборг     | Суперэттан       | 2021             | 18   | 1    | 2     | 1     | 0           | 0           | 1      | 0      | 21    | 2     |
| Хельсингборг     | Алльсвенскан     | 2022             | 9    | 1    | 0     | 0     | 0           | 0           | 0      | 0      | 9     | 1     |
| Хельсингборг     | Итого            | Итого            | 27   | 2    | 2     | 1     | 0           | 0           | 0      | 0      | 29    | 3     |
| Всего за карьеру | Всего за карьеру | Всего за карьеру | 85   | 11   | 7     | 1     | 0           | 0           | 1      | 0      | 93    | 12    |